# Гутање
Гутање (лат. deglutitio) је веома сложен ланчасти рефлексни акт, са центром у продуженој мождини, у току кога се залогај премешта из уста у желудац низом покрета. Ждрело, које се налази на путу залогаја, је део и гастроинтестиналног и респираторног система, па је потребна координација рада различитих мишића у току процеса гутања. Рецептори овог рефлекса се налазе у усној дупљи, ждрелу и почетном делу једњака.
Када се након механичке обраде хране у устима формира залогај (болус) запремине око 3-4 ml, почиње његово гутање. Центар у продуженој мождини шаље импулсе и изазива временски веома прецизне контракције и деконтракције мишића. Читав процес се састоји од низа појединачних рефлекса, који следе један за другим, при чему је сваки рефлекс сигнал за започињање следећег.
Процес гутања се може поделити на три фазе: оралну, фарингеалну (ждрелну) и езофагеалну (једњачку). Прва фаза је вољна, а остале две су чисто рефлексне.
Гутање почиње затварањем уста, тј. подизањем доње вилице. Након тога се врх језика подиже и додирне тврдо непце, а на горњој страни језика се формира жлеб преко кога залогај клизи ка ждрелу (он је делимично гуран и контракцијом језичне мускулатуре). Када залогај уђе у ждрело дешава се низ веома брзих промена (контракција), које имају за циљ затварање свих респираторних комуникација. Истовремено се контрахују и фарингеални мишићи који стварају притисак на залогај од 12 KPa и он улази у једњак. Након тога се горњи мишић сфинктер затвара и на тај начин онемогућава повратак болуса у супротном смеру. Залогај даље путује кроз једњак, гуран такође контракционим (перисталтичким) таласом езофагеалне мускулатуре која ствара притисак на болус од 13 KPa. Након тога се рефлесно отвара доњи сфинктерски мишић и залогај доспева у кардију (горњи део желуца).
Брзина кретања перисталтичког таласа је око 0,02-0,04 m/s, а уколико залогај случајно застане јавља се и секундарни талас, који гура храну ка желуцу. Враћање садржаја из желуца није могуће у физиолошким условима код одраслих, јер је притисак у доњем делу једњака за око 0,7 KPa већи од притиска у лумену желуца. Међутим, код новорођенчета је повраћање садржаја из једњака нормална појава, јер не постоји адекватна координација сфинктерских механизама.

## Поремећаји у гутању
Потешкоће у гутању (дисфагија) могу бити узроковане различитим факторима: недовољним жвакањем хране, пребрзим једењем, гастроезофагусним рефлуксом, можданим ударом, неуролошким обољењима, туморима неке од структура дигестивног тракта итд.
Ове потешкоће се манифестују болом при гутању (лат. odynophagia), притиском или болом у грудима, застајањем залогаја, ругургитацијом, жгаравицом и сл. Познати су и неки неспецифични симптоми: губитак тежине, одбијање хране,  повишена температура, кашљање током јела, испадање хране из уста итд.
Постоји неколико потенцијалних узрока дисфагије. Оштећење ,  или  кранијалног нерва, или нпр. болести попут енцефалитиса и полиомијелитиса могу изазвати отежано гутање или га у потпуности онемогућити. Ахалазија представља поремећај код кога се последњих неколико центиметара једњака уопште не релаксира. Као резултат може настати отежани пролазак хране ка желуцу, а у екстремним случајевима доток хране у кардију је потпуно онемогућен. Гастроезофагеални рефлукс (враћање киселине из лумена желуца у доњи део езофагуса) може да оштети ћелије једњака и изазове малигну алтерацију.
Дисфагија се јавља углавном у старијем животном добу (у тежем или лакшем облику), код 16% мушкараца и 25% жена. Доспевање хране у респираторне путеве (као последица дисфагије) може да изазове и пнеумонију, која код старијих особа може бити летална.
Дијагностичке методе избора у доказивању дисфагије су: видеофлуороскопски преглед једњака, назоендоскопија, манометрија и манофлуорографија.